# 트리뷴 미디어

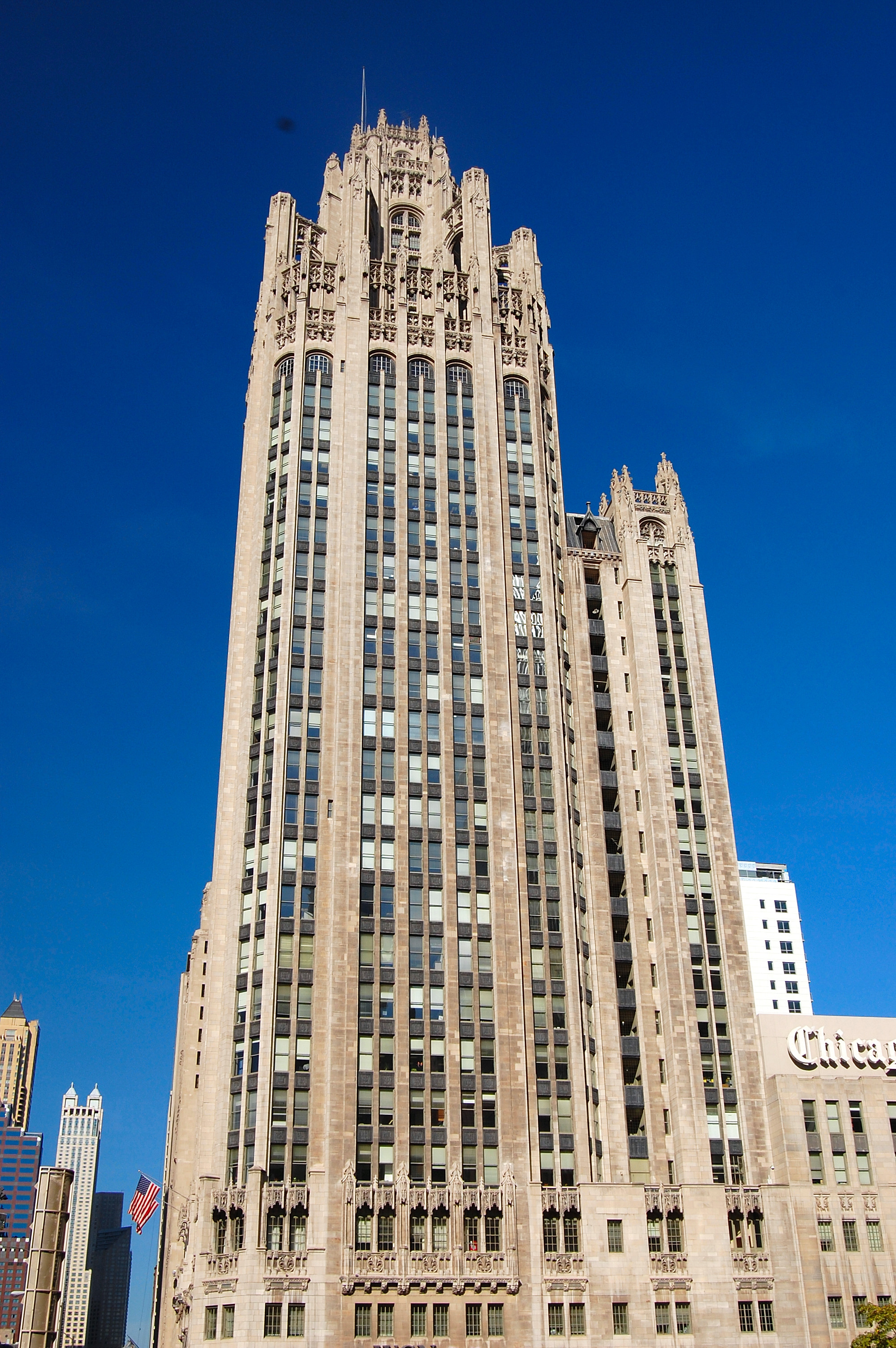
트리뷴의 본사인 트리뷴 타워.

트리뷴 미디어 컴퍼니(영어: Tribune Media Company)는 미국 일리노이주에 위치한 멀티미디어 회사(코퍼레이션)이다. 이전 명칭은 트리뷴 컴퍼니(Tribune Company)였다.